# Ribble Valley (circonscription britannique)
Pour le district administratif, voir Ribble Valley.

Ribble Valley dans le Lancashire.

La circonscription de Ribble Valley est une circonscription électorale anglaise située dans le Lancashire, et représentée à la Chambre des communes du Parlement britannique.